# Perea

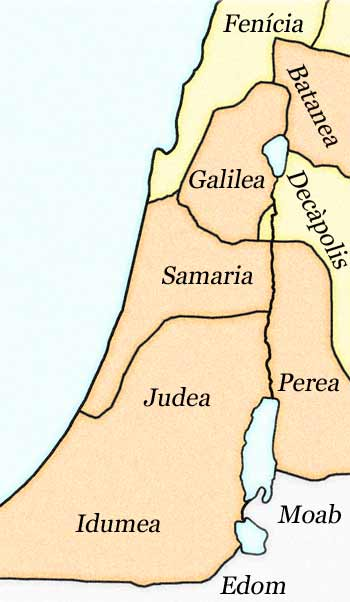
Perea és Palesztina más tartományai Jézus korában

Perea (ógörög: Περαία Peraia = 'túlsó ország', latin: Peraea) történelmi régió Palesztina területén, a Jordántól keletre fekvő részén, melynek hajdan Gileád volt a neve.
A Kr. e. 13. század táján, az izraelita honfoglalás után a terület Rúben, Gád és Manassze fél törzséhez került.
Nagy Heródes alatt újra a zsidó állam területéhez tartozott, de ekkor, és Jézus korában a legtöbb lakója már nem volt zsidó.
Kb. Kr. u. 85-ben a Szíria római provinciába olvasztották be.
A 2. századi geográfus, Ptolemaiosz már nem beszél földrajzi vagy politikai értelemben vett Perea-ról, de felsorolja a Jordánon túli, "pereai" városokat: Cosmas, Libias, Callirhoe, Gazorus, Epicaeros.